# Spiegelfrequenz

Darstellung im Frequenzbereich

Die Spiegelfrequenz {\displaystyle f_{\mathrm {Sp} }}, auch Spiegelempfangsfrequenz, bezeichnet bei Mischstufen, wie sie beim Überlagerungsempfänger angewendet werden, die unerwünschte zweite Empfangsfrequenz; sie liegt (vgl. Abb.):
- im Abstand der doppelten Zwischenfrequenz fZF von der gewünschten Empfangsfrequenz bzw.
- im gleichen Abstand (nämlich der Zwischenfrequenz), jedoch in der anderen Richtung, von der verwendeten Oszillatorfrequenz, daher der Name.

Bei Funkempfängern kann ein meist störender Spiegelfrequenzempfang unterdrückt werden durch 
1. ausreichend geringe Bandbreite bzw. hohe Selektion des Empfangsfrequenzbereichs mittels eingangseitiger Bandpassfilter zwischen Antenne und Mischstufe oder
2. Kompensation nach dem Phasenverfahren (s. u.).

Neben Überlagerungsempfängern für den Funkempfang tritt der Effekt der meist unerwünschten Spiegelfrequenzen allgemein bei allen Geräten mit Mischstufen zur Frequenzumsetzung auf. Dazu zählen z. B. Messgeräte wie der Spektrumanalysator.

## Ursache
Beim Überlagerungsempfänger wird die Empfangsfrequenz {\displaystyle f_{\mathrm {E} }} mit der Frequenz {\displaystyle f_{\mathrm {LO} }} des Lokaloszillators auf eine meist tiefere Zwischenfrequenz {\displaystyle f_{\mathrm {ZF} }} gemischt und dort weiterverarbeitet:
{\displaystyle f_{\mathrm {ZF_{1}} }=f_{\mathrm {E} }-f_{\mathrm {LO} }}
Der Grund ist, dass der Bereich um die niedrigere Zwischenfrequenz einfacher weiter verarbeitet werden kann, da dabei nur ein fixer von der Empfangsfrequenz unabhängiger Frequenzbereich vorliegt.
Zur Vermeidung der Kehrlage des Spektrums in der Zwischenfrequenz bei der Abwärtsmischung ist die Frequenz des Lokaloszillators {\displaystyle f_{\mathrm {LO} }} kleiner gewählt als die Empfangsfrequenz {\displaystyle f_{\mathrm {E} }}:
{\displaystyle {\begin{aligned}f_{\mathrm {LO} }&<f_{\mathrm {E} }\\\Rightarrow f_{\mathrm {ZF_{1}} }=f_{\mathrm {E} }-f_{\mathrm {LO} }&>0\end{aligned}}}
Die Mischstufe multipliziert aber auch die symmetrisch unterhalb der Frequenz des Lokaloszillators liegende Empfangsfrequenz (Spiegelfrequenz):
{\displaystyle {\begin{aligned}f_{\mathrm {Sp} }&=f_{\mathrm {E} }-2\cdot f_{\mathrm {ZF} }\\&=f_{\mathrm {LO} }-f_{\mathrm {ZF} }\end{aligned}}}
und bildet daraus in Kehrlage:
{\displaystyle \Leftrightarrow f_{\mathrm {ZF_{2}} }=f_{\mathrm {LO} }-f_{\mathrm {Sp} }}
Die beiden Spektren überlagern sich zum Summenspektrum der Zwischenfrequenz
{\displaystyle f_{\mathrm {ZF} }=f_{\mathrm {ZF_{1}} }+f_{\mathrm {ZF_{2}} }}
und lassen sich nicht mehr trennen. Daher ist es notwendig, die störende Spiegelfrequenz {\displaystyle f_{\mathrm {Sp} }} vor der Mischung zu unterdrücken, beispielsweise mit einem vorgeschalteten Bandpassfilter. Die Bandpassfilterung ist in der spektralen Darstellung mit dem gelb hinterlegten Bereich skizziert.
BeispielErzeugt der Lokaloszillator die Frequenz 2,0 MHz, so können bei einer Zwischenfrequenz von 455 kHz und fehlender Vorselektion die beiden Frequenzen
{\displaystyle f_{\mathrm {E1} }=f_{\mathrm {LO} }+f_{\mathrm {ZF} }=2{,}455\,\mathrm {MHz} }
und
{\displaystyle f_{\mathrm {E2} }=f_{\mathrm {LO} }-f_{\mathrm {ZF} }=1{,}545\,\mathrm {MHz} }
in Überlagerung empfangen werden. Beide Empfangsfrequenzen unterscheiden sich um {\displaystyle 2\cdot f_{\mathrm {ZF} }=910\,\mathrm {kHz} }.

### Spiegelfrequenzabstand
Bei der Abwärtsmischung liegt die Zwischenfrequenz unterhalb der Frequenz des Lokaloszillators. In diesem Fall beträgt der Spiegelfrequenzabstand
{\displaystyle \Delta f=|f_{E1}-f_{E2}|=2\cdot f_{ZF}}
und entspricht der doppelten Zwischenfrequenz.
Liegt die Zwischenfrequenz dagegen oberhalb der Überlagerungsfrequenz (Aufwärtsmischung). so beträgt der Spiegelfrequenzabstand
{\displaystyle \Delta f=|f_{E1}-f_{E2}|=2\cdot f_{ZF}}

### Spiegelfrequenzdämpfung
Das Verhältnis des Signals bei der Empfangsfrequenz und bei der Spiegelfrequenz wird als Spiegelfrequenzdämpfung oder auch Spiegelfrequenzunterdrückung bezeichnet und gehört zur Weitabselektion. Bei professionellen Empfängern sind Werte zwischen 60 und 70 dB üblich, in Geräten der Unterhaltungselektronik
können die Werte auch deutlich darunter liegen.

## Phasenverfahren

Spiegelfrequenzdämpfung mit Mischerschaltungen

Bei jedem Mischervorgang entstehen zwei Seitenbänder {\displaystyle f_{1}+f_{2}} und {\displaystyle f_{1}-f_{2}}. Das unerwünschte Frequenzband kann man mit dem IQ-Verfahren mittels komplexwertiger Signalverarbeitung auch ohne Verwendung von Filtern, die aus Schwingkreisen aufgebaut sind, auslöschen. Dazu fügt man dem gemischten Signal noch ein weiteres hinzu, das im zu löschenden Frequenzbereich phasengedreht ist. Dieses wird zum ersten Mischsignal addiert oder subtrahiert – je nachdem, welche der beiden Mischfrequenzen man auslöschen will. 
Wie im Bild gezeigt, benötigt man dazu einen Lokaloszillator, der die Lokalfrequenz neben der Referenzphasenlage mit 0° auch noch um 90° dazu gedreht ausgibt – dieser Umstand wird in der Grafik mit den Termen sin(.) und cos(.) ausgedrückt. Weiters sind zwei getrennte Mischstufen nötig. Zusätzlich benötigt man ein Glied zur Drehung der Phase um 90°. Diese Phasendrehung über das gesamte Spektrum wird mittels einer Hilbert-Transformation realisiert, in der Abbildung als violetter Block dargestellt. Die Addition oder Subtraktion der beiden so gebildeten Mischsignale, sie stellen im Prinzip den Realteil I und den Imaginärteil Q eines analytischen Signals dar, löscht dann entweder {\displaystyle f_{1}+f_{2}} oder {\displaystyle f_{1}-f_{2}} aus, vergleichbar mit der konstruktiven oder destruktiven Interferenz im Bereich der Physik. Der abgebildete
- Single Sideband Mixer wird bei der Aufwärtsmischung und
- der Image Rejection Mixer bei der Abwärtsmischung

verwendet.
Das Verfahren eignet sich aufgrund der dabei nötigen Hilbert-Transformation, welche in guter Näherung als digitaler FIR-Filter realisiert werden kann, besonders für Anwendungen im Bereich der digitalen Signalverarbeitung und wird z. B. bei Software Defined Radio (SDR) angewendet. Ähnliche Verfahren werden auch bei Mischstufen im Bereich einiger 10 GHz bei rauscharmen Signalumsetzern (LNB) angewendet.